# 長沢均
長澤 均(ながさわ ひとし、生年不明 － 2009年7月2日）は、日本の政治家。鹿瀬町出身。
新潟県東蒲原郡鹿瀬町（現在の阿賀町）の1995年-2005年までの町長。
阿賀町となる東蒲原旧4市町村（鹿瀬町、津川町、上川村、三川村）の合併を推進していた。
2009年7月2日、肝臓がんのため死去。